# 1205 Ебелла
1205 Ебелла (1205 Ebella) — астероїд головного поясу, відкритий 6 жовтня 1931 року.
Тіссеранів параметр щодо Юпітера — 3,379.